# 刑法学
刑法学（けいほうがく）とは、刑法を研究対象とする法学の一分野。
現在では法典の解釈や判例の射程をめぐり議論する法解釈学が基本であるが、歴史的には刑法が何のために存在するのか（存在すべきか）という哲学的な命題をも研究対象とした。法学の中でも哲学との近似性が特に強い分野である。

## 古典学派（旧派）と近代学派（新派）
19世紀末のドイツを中心に刑法思想を巡る論争が発生して、各国の学会を二分した。今日の刑法理論はこの両者の思想から派生したものである。

### 古典学派（旧派） (klassische Schule)
特に1840年頃を境に前期と後期を分けることがある。
18世紀末から19世紀初めにかけてイタリアのベッカリーアやドイツのフォイエルバッハに唱えられ、社会契約説やカントの思想を受けて、犯罪は社会や権利に対する侵害に応じて、予め法律で定めた規則によって処罰されるべきであるとした。彼らは宗教や王権が法の規定を越えて刑罰に介入することに反対した。また、市民革命当時の理念である、自由かつ合理的な理性が期待され、犯罪により得られる利益より、処罰による損失の方が大きければ、人は合理的に判断して犯罪を予防することができる、と言う心理強制による一般予防が期待された。以上の立場（特にフォイエルバッハによるもの）を「前期古典派」と呼ぶ。
だが、19世紀の中頃から意識される市民社会の変質は、「前期古典派」が期待する個人の理性のみでは犯罪の抑制が困難であると言うことが意識され、後述する「近代学派」の誕生となるが、古典派においても、個人の理性への期待から国家の指導原理が意識されるようになり、ヘーゲルの影響を受けたドイツのビンディング、ビルクマイヤー、ベーリングらが国家は道義的義務に違反したものに対しても刑罰を科することが出来るとする一方、犯罪理論の客観化に務めた。ビンディングらの主張を「後期古典学派」というが、戦前の日本では明確に区別されておらず、単に古典学派という場合には後期の方を指すのが一般的であった。
日本では、ギュスターヴ・エミール・ボアソナードの弟子でもある宮城浩蔵がフランス新古典派の立場にたったが、大場茂馬によってドイツ古典派が紹介されると、瀧川幸辰・小野清一郎らがその地位を受け継いだ。その後、瀧川は法益侵害説に改説し、前期旧派の立場をとることを明確にし、後期旧派の立場にたつ小野と対立した。現在では、前期旧派の立場にたつ平野龍一らと後期旧派にたつ団藤重光らが対立している。
- 理論の概要
  - 刑罰権の主体となる国家を自由主義的法治国家と規定。
  - 人間は自由意志を持つ理性的存在である（意思自由論）。
  - 個々の犯罪行為はその自由意志の外部的実現手段である（犯罪現実主義）。
  - 罰せられるのは、その現実的な行為に対するものである（行為主義）。
  - 犯罪の観念はその行為的側面と結果を重視して理解する（客観主義）。
  - 刑法上の責任は、自由意志によって反道義的行為を行ったことへの道義的非難である（意思責任・道義的責任）。
  - 刑罰によって、一般社会の人を戒めて犯罪予防が可能となる（一般予防論）（前期旧派）。
    - 犯罪により得られる利益よりも、刑罰により失うものが大きければ、合理的な判断により人は罪を犯さなくなる。

  - 刑罰は道義的責任ある行為に対する応報として犯罪者に課せられる害悪である（応報刑論）（後期旧派）。
  - 刑罰によって、国家的な法秩序の維持が可能となる（法秩序維持論）。
  - 危険性を前提とした保安処分は刑罰とは性質は異なる（二元論）。

### 近代学派（新派） (moderne Schule)
19世紀中期から後半の社会・経済の急激な変動は、犯罪の増加をもたらし、理性的な人間像を前提に犯罪や刑罰を観念的に唱える古典主義への批判として、実証的方法によって犯罪をとらえて対処しようとするロンブローゾからリストに至る近代学派が登場した。イタリアの精神科医であったチェーザレ・ロンブローゾは人間の身体的特徴と犯罪を結びつけて生来的犯罪人説を唱え、多くの批判を受けつつも、犯罪の抑止には市民革命的な自由意思における心理強制が期待できないという主張は、現実社会における犯罪現象の解釈として十分な説得力を有するものであった。この人類学に犯罪起因を求める（生来性犯罪者・慣習犯罪者・機会犯罪者などと犯罪者の人間性そのもので区分する）方法（「犯罪人類学」）は、フェリやガロファロらに引き継がれ、「イタリア学派」「実証学派」に発展する。一方、ドイツのリストは生物学的視点に社会学的視点を加え、さらに目的主義的思想を加えて、近代学派の理論を完成させた。彼は「イタリア学派」の生物学的観点のみからの犯罪原因説を否認する一方でフォイエルバッハ同様、ベンサム・イェーリングの社会功利主義的目的思想を継承し、刑法における目的思想を重要視している。刑法の応報刑化に反対し、法益保護と法秩序の維持を目的とし、社会を犯罪行為から防衛しながら犯罪者による再度の犯罪を予防することを重視する。犯罪を行為ではなくその行為を行う者の問題と捉えて、犯罪の原因を社会的要因と個人的要因に分けて考えた。前者は政府の社会政策で後者は個々の刑事政策で解決に導いていくべきであると主張した。また、客観的に把握できない主観的要素で刑罰が左右されて罪刑法定主義が否定されかねないという主張に対しては、刑事政策が刑法とその諸原理を超越することは許されない（「刑法典は犯罪者の大憲章である」）として、無原則な刑事政策を否認した。
日本では、富井政章・穂積陳重らによっていち早く紹介され、その後勝本勘三郎・牧野英一・木村龜二・宮本英脩らが代表的な論客となったが、戦後は衰退し、明確な後継者を見出しがたい状況が続いている。
- 理論の概要
  - 刑罰権の主体となる国家を政策的任務を負った社会的法治国家と規定。
  - 人間の自由意志を否定して、犯罪を行為者の素質（生まれ持った遺伝子や性格）と環境から生じる必然的な現象とする（意思決定論）。
  - 犯罪行為は犯罪者の反社会的性格の徴表とする（犯罪徴表説）。
  - 問題となるのは、行為そのものではなく行為者自身である（行為者主義）。
  - 犯罪の観念は行為者の反社会的性格・動機などの主観的側面より理解する（主観主義）。
  - 刑法上の責任は、反社会的な危険性を持つ者が、社会防衛上の必要から一定の不利益処分を甘受すべき立場にいると考える（社会的責任論）。
  - 刑は応報・報復ではなく、行為者の反社会的な性格を改善するための措置である（改善刑論・教育刑論）。
  - 刑は、行為者の再犯予防を目的とする（特別予防論）。
  - 刑によって、社会を犯罪から防衛することが可能となる（社会防衛論）。
  - 危険性を前提とした保安処分は刑罰とは性質を同一とし、相互に代替手段とすることが可能である（一元論）。

近代学派の基礎にあるのは、人間という存在において、犯罪は行為者の素質（遺伝子）や生育環境によるところが大きいとする認識である。

## 罪刑法定主義
いかなる行為が犯罪として刑罰の対象とされるかが予め明らかになっていなければ、国民の私生活上の自由は大きく制約されてしまう。そして、いかなる犯罪行為にいかなる刑罰が科されるかが予め明らかになっていなければ、刑罰を執行する者が自己に批判的な言動をする者に恣意的に重い処罰をして弾圧の手段としかねない。更に、いかなる行為にいかなる刑罰を科すかは、国民の私生活上の自由に重大な影響を及ぼすから、国民の直接の代表者である国会の意思に基づくべきである。そこで、現代国家では、ある行為を犯罪として処罰するためには、その行為がなされる以前に、国会の定める法律又は法律の個別具体的な委任に基づく命令によってその行為を犯罪とし、これに科されるべき刑罰を規定しておかなければならないという理念を罪刑法定主義という。
日本においては日本国憲法第31条が罪刑法定主義の根拠条文とされている。刑法においては、旧刑法では規定が設けられていたものの、現行の刑法では削除されている。一般的には当時の大日本帝国憲法第23条にも書かれているので二重となるのを避けたとされているが、当時の政府が裁判官の裁量権の拡大を図るとともに、国家体制に対する犯罪に関しては罪刑法定主義の除外の対象としようとしたのではないかという疑いも持たれている。現に治安維持法に見られた抽象的な犯罪類型を定めたものや国家総動員法のような白地刑罰法規（しらじ―、違反者への刑罰のみを定め、その犯罪の成立要件に関しては行政命令に委任した法律）などは、罪刑法定主義の形骸化を示すような法制であった。

## 刑法学上の重要な概念
- 罪刑法定主義
- 構成要件
  - 客観的構成要件
    - 間接正犯

  - 主観的構成要件
  - 相当因果関係
- 違法性
  - 行為無価値論
  - 結果無価値論
  - 違法性阻却事由
    - 正当行為（法35条）
    - 正当防衛（法36条1項）
    - 緊急避難（法37条1項本文）
- 責任主義
  - 人格責任論
  - 責任能力
  - 故意
  - 過失
    - 新過失論

  - 期待可能性
- 未遂
  - 中止犯
- 共犯
  - 共同正犯
    - 共謀共同正犯

  - 教唆犯
  - 幇助
- 罪数

## 総論・各論
日本の大学の法学部における刑法の講義、ないしは論文等の整理における分類として、刑法学は大きく2つに分けて論じられている。
1つは総論で、法律上における犯罪と刑罰の関係を一般的・抽象的に研究し、犯罪の成立要件とその類型に関する一般的な原則・概念（「刑法上の重要な概念」参照）及び刑罰の本質と種類・適用について扱う。これらは、個別の各犯罪に共通する概念を扱うものであり、例えば未遂、心神耗弱、共犯などの概念はここに含まれる。
もう1つは各論で、窃盗罪や殺人罪などといった個々の犯罪と刑罰を具体的・個別的に研究し、各犯罪の成立要件に関する原則・概念とその刑罰について扱う分野である。各犯罪については、必要に応じてさらに分類されうる。

### 刑法総論（犯罪論）の概要
刑法総論の中心をなすのは、犯罪論である。
刑法総論の理論は、刑法総則の規定を基礎としているが、解釈によって理論構築されている部分が多く、学説も諸説あるが、概ね通説的な理解しやすい理論を中心に犯罪の成立・不成立を判定するための一般的基準・理論を説明すると、概要は以下のとおりである。
なお、刑法総論（犯罪論）は、犯罪一般についての成立・不成立を判定するための理論であり、殺人罪・詐欺罪等の刑法典上の犯罪に限らず、特別の定めがない限りその他の法令内での犯罪についても適用される。
通説的理解では、犯罪の成立には、(1)構成要件該当性(2)違法性(3)責任の要件が満たされることが必要である。それぞれの事件について、この順で要件を吟味していくことになる。

#### 構成要件該当性
構成要件該当性とは、事実・行為が犯罪を定めた法条の要件にあてはまることをいう。例えば、刑法199条「人を殺した者は、死刑又は無期若しくは5年以上の懲役に処する。」（殺人罪）では、「人を殺した」に該当する事実・行為があるかが検討される。
しかし「人を殺した」という文言は漠然としており、精緻な理論体系を構築すべく、種々の構成要件要素に分析され詳細に論じられている（詳しくは構成要件の項を参照）。

#### 違法性の判断
構成要件該当性があると判定された事例は、次に「違法性」があるかを吟味する。
「違法性」の実質については争いがあるが、法益侵害およびその危険とする結果無価値論と、人の行為自体の反規範性を考慮する行為無価値論が大きく対立している。
構成要件該当性があるものは「違法」と推定されるとするのが多数説であり、ここではむしろ「違法性がない」といえる特殊事情（違法性阻却事由）がないかが吟味される。
例えば、自宅にピストルを持った強盗が押し入り、家族が殺されそうになったとき、バットで犯人を殴ることは、暴行罪・傷害罪・殺人罪等の構成要件に該当しうるが、違法性を吟味する段階で正当防衛（刑法36条1項）という違法性阻却事由が成立する。
正当防衛等の違法性阻却事由が成立するなら、違法性がないということになる。数種類の違法性阻却事由のうちのどれかが成立すれば違法性がなく（適法）、犯罪不成立という結論で検討は終了する。
違法性阻却事由の分類には確たる学説はないが、一応以下のように分類する立場もある。
- 緊急行為として
  - 正当防衛（刑法第36条）
  - 緊急避難（刑法第37条）

- 正当行為（刑法第35条）として
  - 法令行為 (例えば労働争議)
  - 正当業務行為 (例えば治療行為)
  - 一般的正当行為
    - 被害者の承諾
    - 推定的承諾
    - 安楽死・尊厳死
    - 自救行為
    - 義務の衝突

- 超法規的違法性阻却事由

違法性とは「社会的相当性を逸脱した法益侵害」と解する立場からは、これらの違法性阻却事由は社会的相当性のある場合を分類したものともいえ、本質的には社会的相当性の有無を判定するものといえる。（一般に、構成要件該当性があれば、「法益侵害」があるといえる）
特に違法性阻却事由が成立しないなら、違法性があるということになり、次に「責任」の検討に移る。

#### 責任の判断
責任の意味についても争いがあるが、「本人を法的に非難できること」と解するのが通説である。
構成要件該当性があれば、違法性について同様に責任が推定される説が有力であり、その立場では、責任を問えない特殊事情（責任阻却事由）がないかが吟味される。
例えば3歳の子供が他人の物を壊しても、器物損壊罪は成立しない。14歳未満の者には刑事責任能力がないとされる（刑法41条）ので、犯罪不成立という結論になる。
責任の有無を判断する要素は以下のとおりである。
- おおむね争いのないもの
  - 責任能力
  - 違法性の意識の可能性（これを責任故意に含める説や、（可能性ではなく）違法性の意識を故意に含める説もある）
  - 適法行為の期待可能性

- 争いのあるもの
  - 責任故意（構成要件的故意を認めず、故意がすべてここに属するとする説、反対に構成要件的故意のみを認める説、構成要件的故意を除いた、違法性阻却事由についての故意のみをここに残すとする説がある）
  - 責任過失（責任故意とパラレルに議論されている）

#### 構成要件の修正形式（未遂罪・中止犯・予備罪）
実行に着手したが、これを遂げなかった場合を未遂といい、ある種の犯罪では未遂行為も未遂罪として犯罪として処罰される。（刑法43条）
未遂罪のうち、自己の意思により犯罪を中止した場合を中止犯という。
ある種の重大な犯罪では、準備行為も予備罪として犯罪が成立する。
これらはいずれも構成要件段階での問題であり、別途、違法性・責任の検討を要する。

#### 構成要件の修正形式（共犯）
以上は、1人で犯罪を行った「単独正犯」についての説明であるが、複数の者が犯罪に関与した場合（広義の共犯）として、共同正犯や教唆犯や従犯がある。

##### 共同正犯
共同正犯とは、二人以上共同して、犯罪を実行すること（刑法第60条）　であり、共同正犯では、犯罪の一部を実行したにすぎない者も、犯罪全部について正犯としての責任を問われる（一部実行全部責任の原理）。
例えば、数人が共同して1人の被害者を殺したり、数人が共同して強盗を行う場合である。
共同正犯には、「実行共同正犯」（狭義の共同正犯）の他に、判例・実務上「共謀共同正犯」という類型が認められている。
この背景には、組織的に行われる犯罪において、直接手を下さない背後者、首謀者に正犯の罪名をもって処罰できないのは妥当でないとの実務的な要請があった。かつて学説上は反対説が多数であったが、現在は肯定説が有力となり、議論の焦点は、いかなる理由で・いかなる要件で認めてよいかというところに移りつつある（詳細は共謀共同正犯の項を参照）。
例えば、数人で殺人の謀議を行った場合、一部の者がナイフで刺し、他の者は見張りをしていたにすぎない場合でも、共謀共同正犯の要件を満たすなら全員について殺人罪の共謀共同正犯が成立する。

##### 狭義の共犯（教唆犯・従犯）
狭義の共犯として、教唆犯と従犯がある。
教唆犯とは、ある者を唆せて、犯罪を決意させ実行させる犯罪である。
教唆の故意と教唆行為と被教唆者の実行行為と被教唆者の構成要件該当性と違法性を要件とするのが通説である（共犯従属性説－制限従属形式）。
従犯（じゅうはん）とは、正犯者の犯罪実行を助け容易にさせる犯罪である。
幇助の故意と幇助行為と被幇助者の実行行為と被幇助者の構成要件該当性と違法性を要件とするのが通説である（共犯従属性説－制限従属形式）。
ある者が共同正犯や教唆犯や従犯の要件を満たしていても、その者についてはさらに違法性・責任の検討を要する。その意味でこれらはいずれも、構成要件該当性レベルでの議論であり、構成要件の修正形式として位置づけられる。

#### 罪数
罪数処理には、本来的一罪と科刑上一罪と併合罪がある。

##### 本来的一罪
本来的一罪とは、1つの構成要件によって1回的に評価される事実をいう。数個の構成要件該当性があるかにみえる場合、構成要件該当性判断の最後に、本来的一罪か否かという罪数処理が考慮される。
例えば、着衣の相手の胸をナイフで刺す行為には、客観的にも主観的にも器物損壊罪が成立しうるが、衣服の損壊は殺人罪に通常伴うものとして吸収され（吸収関係）、殺人罪のみが成立する。
詳細は、本来的一罪の項を参照のこと。

##### 科刑上一罪・併合罪
犯罪が成立する場合は、法定刑から、刑法第72条に従って加重・減軽されるが、1人の者について成立する犯罪が複数あるときは、併合罪であるか、科刑上一罪であるかを判断しなければならない。
- 科刑上一罪刑法第54条には、観念的競合と牽連犯がある。
  - 一個の行為で数個の罪名に当たる場合は、観念的競合とされる（例：ピストルを1発撃ったところ、2人が死亡したとき2個の殺人罪が成立する）。
  - 数罪について一方が他方の手段・結果の関係にある場合は牽連犯と呼ばれる（例：住居侵入罪と窃盗罪）。
    - これらは科刑上一罪（54条）と呼ばれ、数個の犯罪のうち、法定刑が最も重い罪の刑が基準となる。
- 併合罪とは、確定裁判を経ていない2個以上の罪をいう（45条）。

例えば、ナイフで甲を刺した直後にナイフで乙を刺し、甲も乙も死んだ場合、甲に対する殺人行為と乙に対する殺人行為があり2つの行為であるから観念的競合ではなく、2つの行為は手段・結果の関係にもないため併合罪となる。併合罪では、懲役や禁錮にあたる犯罪が数個あったときは、刑の長期は、47条により最も罪の長期の1.5倍となる（併合罪加重）。

### 刑法各論の概要
個々の犯罪類型は、その保護法益に応じて以下のように区分される。

#### 個人的法益に対する罪

##### 生命・身体に対する罪
人の生命に対する罪はもっとも重大な犯罪とされる。
- 暴行罪
- 傷害罪
- 過失致死傷罪
- 殺人罪

##### 自由及び私生活の平穏に対する罪
自由は、生命･身体につぐ重要な法益とされる。
- 脅迫罪
- 強要罪
- 強制性交等罪
- 住居侵入罪

##### 名誉・信頼に対する罪
- 名誉毀損罪
- 業務妨害罪

##### 財産に対する罪
- 窃盗罪
- 詐欺罪
- 恐喝罪
- 強盗罪
- 強盗致死傷罪

#### 社会的法益に対する罪

##### 公衆の安全に対する罪
- 騒乱罪
- 現住建造物等放火罪

##### 偽造の罪
- 通貨偽造罪
- 有価証券偽造罪
- 文書偽造罪
- 印章偽造罪

##### 風俗秩序に対する罪
- 公然わいせつ罪
- わいせつ物頒布罪
- 重婚罪
- 賭博罪

#### 国家的法益に対する罪
- 内乱罪
- 公務執行妨害罪
- 犯人隠匿罪
- 証拠隠滅罪
- 偽証罪
- 収賄罪